# 薄壳裂螺
薄壳裂螺（学名：Emarginula fragilis），又名薄殼鱗䗩，是原始腹足目裂螺科边罅螺属的一种。

## 分佈
主要分布于韩国、台湾，常栖息在浅海珊瑚礁、岩石底。